# Long Ambients 2
Long Ambients 2 je studiové album amerického hudebníka Mobyho. Vydáno bylo 15. března 2019 u příležitosti Světového dne spánku. Po dobu prvních třiceti dnů bylo album dostupné výhradně přes aplikaci Calm. Následně bylo uvedeno také v různých streamovacích službách. Obsahuje šest dlouhých ambientních skladeb s celkovou délkou přes tři a půl hodiny. Album navazuje na nahrávku Long Ambients 1: Calm. Sleep. z roku 2016.

## Seznam skladeb
| Pořadí | Název | Délka |
| ------ | ----- | ----- |
| 1.     | LA12  | 47:02 |
| 2.     | LA13  | 26:55 |
| 3.     | LA14  | 39:18 |
| 4.     | LA15  | 32:07 |
| 5.     | LA16  | 29:48 |
| 6.     | LA17  | 42:36 |